# ۱۵۹۴ (میلادی)
۱۵۹۴ (میلادی) هزار و پانصد و نود و چهارمین سال تقویم میلادی است.

## زادگان
- ۱۹ فوریه - هنری فردریک استوارت، شاهزادهٔ ویلز
- ۱۵ ژوئن – نیکولا پوسن، هنرمند و نقاش فرانسوی (د. ۱۶۶۵)
- ۳۰ سپتامبر – مارک آنتوان ژیرار دو سن-امان، شاعر فرانسوی (د. ۱۶۶۱)
- ۹ دسامبر – گوستاو آدولف، پادشاه سوئد (د. ۱۶۳۲)

## درگذشتگان
- ۳۱ مه – تینتورتو، هنرمند و نقاش ایتالیایی (ز. ۱۵۱۸)